# Публій Корнелій Руфін (диктатор 333 року до н. е.)
Публій Корнелій Руфін (лат. Publius Cornelius Rufinus; 380 — після 330 р. до н. е.) — політичний та військовий діяч Римської республіки, диктатор 333 року до н. е.

## Життєпис
Походив з патриціанського роду Корнеліїв. Про батьків немає відомостей. Вочевидь займав непересічне становище у республіці з огляду на те, що у 333 році римський сенат призначив його диктатором. Руфін повинен був усунути загрозу з боку племен самнітів та сідицинів. Призначив своїм начальником кінноти Марка Антонія. Втім незабаром Публій Корнелій був вимушений скласти свої повноваження через релігійні похибки при обранні. Подальша доля невідома.

## Родина
- Гней Корнелій Руфін